# Starrcade 1992
Starrcade (1992): BattleBowl/The Lethal Lottery II fu l'annuale edizione dell'evento pay-per-view della serie Starrcade. Fu il quarto evento Starrcade prodotto dalla World Championship Wrestling. Si svolse il 28 dicembre 1992 al The Omni di Atlanta, Georgia.

## Evento
Il main event dello show fu la seconda edizione del torneo "Lethal Lottery" / "Battle Bowl" nel quale venivano sorteggiati dei wrestler che avrebbero dovuto lottare in tag team con dei partner a caso (senza distinzione tra "heel" e "face") per guadagnarsi un posto nella battle royal "Battle Bowl" di fine serata. L'evento incluse inoltre il match per il titolo WCW World Heavyweight Championship che vide contrapposti il campione in carica Ron Simmons e lo sfidante "Dr. Death" Steve Williams, il match di coppia Shane Douglas & Ricky Steamboat contro Brian Pillman & Barry Windham per il WCW World Tag Team Championship, e Masahiro Chono contro The Great Muta per l'NWA World Heavyweight Championship. Infine, Sting affrontò Big Van Vader nella finale del torneo "King of Cable".
Fu anche l'ultimo ppv della WCW per l'annunciatore Jim Ross che passò alla World Wrestling Federation (l'attuale WWE) poco tempo dopo.
Originariamente Ron Simmons avrebbe dovuto difendere il titolo WCW World Heavyweight Championship contro Rick Rude, ma Rude si infortunò nelle settimane precedenti all'evento e dovette essere sostituito da "Dr. Death" Steve Williams. Il torneo "King of Cable" si svolse per celebrare il ventesimo anniversario della messa in onda dei programmi di wrestling da parte del canale TBS Superstation, e solo la finale tra Sting e Vader si svolse durante Starrcade '92.

## Risultati

### King of Cable Tournament
|  | Quarti di finale | Quarti di finale | Quarti di finale |               |  | Semifinali | Semifinali | Semifinali |  |  | Finale (PPV) | Finale (PPV) | Finale (PPV) |
|  |                  |                  |                  |               |  |            |            |            |  |  |              |              |              |
|  | 1                | Big Van Vader    |                  |               |  |            |            |            |  |  |              |              |              |
|  | 8                | Tony Atlas       |                  |               |  |            |            |            |  |  |              |              |              |
|  | 8                | Tony Atlas       | Big Van Vader    |               |  |            |            |            |  |  |              |              |              |
|  |                  |                  |                  |               |  |            |            |            |  |  |              |              |              |
|  |                  |                  | Dustin Rhodes    |               |  |            |            |            |  |  |              |              |              |
|  | 4                | Dustin Rhodes    |                  |               |  |            |            |            |  |  |              |              |              |
|  | 4                | Dustin Rhodes    |                  |               |  |            |            |            |  |  |              |              |              |
|  | 5                | The Barbarian    |                  |               |  |            |            |            |  |  |              |              |              |
|  |                  |                  |                  |               |  |            |            |            |  |  |              | Sting        |              |
|  |                  |                  |                  | Big Van Vader |  |            |            |            |  |  |              |              |              |
|  | 3                | Rick Rude        |                  |               |  |            |            |            |  |  |              |              |              |
|  | 6                | Barry Windham    |                  |               |  |            |            |            |  |  |              |              |              |
|  | 6                | Barry Windham    | Rick Rude        |               |  |            |            |            |  |  |              |              |              |
|  |                  |                  |                  |               |  |            |            |            |  |  |              |              |              |
|  |                  |                  | Sting            |               |  |            |            |            |  |  |              |              |              |
|  | 2                | Sting            |                  |               |  |            |            |            |  |  |              |              |              |
|  | 2                | Sting            |                  |               |  |            |            |            |  |  |              |              |              |
|  | 7                | Brian Pillman    |                  |               |  |            |            |            |  |  |              |              |              |

### BattleBowl/The Lethal Lottery II
| N.         | Risultati | Stipulazione                                           | Durata del match |
| ---------- | --- | ------------------------------------------------------ | ---------------- |
| Dark match | Brad Armstrong sconfigge Shanghai Pierce                                                                                             | Single match                                           | 07:30            |
| 1          | Van Hammer e Danny Spivey sconfiggono Johnny B. Badd e Cactus Jack                                                                   | Tag team match "Lethal Lottery"                        | 06:51            |
| 2          | Big Van Vader e Dustin Rhodes sconfiggono Kensuke Sasaki e The Barbarian                                                             | Tag team match "Lethal Lottery"                        | 06:56            |
| 3          | The Great Muta e Barry Windham sconfiggono Brian Pillman e 2 Cold Scorpio                                                            | Tag Team match "Lethal Lottery"                        | 06:59            |
| 4          | "Dr. Death" Steve Williams e Sting sconfiggono Jushin Liger ed Erik Watts                                                            | Tag Team match "Lethal Lottery"                        | 09:08            |
| 5          | Shane Douglas e Ricky Steamboat (c) sconfiggono Barry Windham e Brian Pillman e mantengono i NWA e i WCW World Tag Team Championship | Tag team match per il WCW World Tag Team Championship  | 20:02            |
| 6          | Sting sconfigge Big Van Vader e vince il torneo "King of Cable"                                                                      | Single match                                           | 16:50            |
| 7          | Ron Simmons (c) sconfigge "Dr. Death" Steve Williams per squalifica e mantiene il WCW World Heavyweight Championship                 | Single match per il WCW World Heavyweight Championship | 15:12            |
| 8          | Masa Chono (c) sconfigge The Great Muta e mantiene il NWA World Heavyweight Championship                                             | Single match per il NWA World Heavyweight Championship | 12:49            |
| 9          | The Great Muta vince la BattleBowl II, eliminando per ultimo Barry Windham                                                           | BattleBowl II                                          | 14:01            |